# Hubert Gaillard
 (octobre 2011).
Si vous disposez d'ouvrages ou d'articles de référence ou si vous connaissez des sites web de qualité traitant du thème abordé ici, merci de compléter l'article en donnant les références utiles à sa vérifiabilité et en les liant à la section « Notes et références ».
Pour les articles homonymes, voir Gaillard.
Hubert Gaillard, né le 24 août 1912 à Saint-Didier-sur-Chalaronne (Ain), et mort le 26 septembre 2003 à Lyon, est un peintre français.

## Biographie

### Années de jeunesse
Hubert Gaillard naît le 24 août 1912, à Saint Didier sur Chalaronne, village de l'Ain en bord de Saône. Son père, originaire de Valence, est docteur en médecine. Il a épousé en 1911, Germaine Ducret, qui pratique la peinture de chevalet et le violon. Une petite sœur, Noëlle, vient agrandir le cercle familial. Elle meurt brusquement à l'âge de 15 ans, ce qui marquera son aîné profondément. 
Après quelques années, la famille s'établit définitivement à Lyon. Hubert Gaillard entre en 1928 à l'École des beaux-arts de Lyon et aura parmi ses professeurs Jacques Laplace et Venance Curnier, avant de recevoir l'enseignement d'Eugène Villon, peintre lyonnais né à La Haye.
En 1935, il se rend à Paris pour suivre les cours de l'École nationale des arts décoratifs jusqu'en 1939, sous la direction de Léon Deshairs. Son intérêt pour l'histoire de l'art est très vif et il développe ses connaissances en copiant au musée du Louvre les chefs-d'œuvre de ses maîtres préférés : Rembrandt, Caravage, Van Eyck, Vermeer et Zurbaran.
La Seconde Guerre mondiale le ramène à Lyon, où il demeurera avec ses parents dans le quartier de Montchat, au no 98 cours du Dr Long. Hubert Gaillard y passera tout le reste de sa vie. Durant l'occupation, il enseigne le dessin dans les collèges. La peinture occupe déjà une grande place dans sa vie, lorsque l'œuvre d'Albert Gleizes oriente ses recherches pendant un certain temps. Mais comme il le confiera à un journaliste quelques années plus tard : « […] les influences chez moi, ça n'a jamais beaucoup mordu. Je suis resté indépendant ![réf. nécessaire] » C'est la période où il rencontre Lucienne Buscail qui deviendra sa compagne. Elle fait de la décoration, se spécialise dans la dorure à la feuille d'or, ce qui lui permet de restaurer des cadres anciens, entre autres au musée des beaux-arts de Lyon. Elle se consacrera ensuite à la sculpture animalière et exposera dans les Salons lyonnais. 
Dans les années 1950, Hubert Gaillard, sensible au style structuré et géométrique du cubisme, réalise un certain nombre de tableaux à l'huile (sur toile ou sur bois), empreints d'originalité comme Le Pierrot (1951), Shéhérazade(1952), L'Amphore aux yeux bleus (1955). Il expose alors régulièrement à Lyon, au Salon de printemps et au Salon du Sud-Est, dont il restera longtemps vice-président. Dans cette même ville, une première exposition personnelle à la galerie Folklore en 1956, suivie d'une présence fréquente chez Marcel Michaud, avant de devenir un habitué de la galerie Malaval, le feront mieux connaître du public lyonnais. Lors de ces expositions, il côtoie Bernard Buffet (exposition Hallmark en 1949, à Paris, galerie des Beaux-Arts, rue du faubourg-Saint-Honoré), Pablo Picasso (chez Marcel Michaud) et les peintres lyonnais Chancrin, Chartres, Cottavoz, Couty, Truphemus, Vieilly (galerie Montmorency, Paris en 1960).

### La peinture de la «réalité»
Au début des années 1960, il fait la connaissance à Paris de René d'Uckermann, et expose alors régulièrement à la galerie Montmorency. Dans l'exécution de ses tableaux, il expérimente alors les glacis aux tons froids et chauds très apparents et, à cette époque, on peut voir sur ses toiles une poterie ou quelque objet prendre un aspect surréaliste. Il utilise aussi des structures cubistes et redécouvre la technique de Nicolas Poussin qui, en construisant ses compositions dans des boîtes, peut élaborer l'agencement et l'éclairage de ses sujets. Déjà la forme, l'espace et la lumière sont les composantes de ses tableaux exposés en 1962 à la galerie Montmorency à Paris. L'exposition obtient les faveurs des critiques et l'achat par l’État d'un tableau pour le musée des beaux-arts de Lyon. 
Il fait aussi la connaissance du mouvement Trompe-l'œil/Réalité, dont le chef de file est Henri Cadiou, et une longue amitié naît entre eux. À partir de cette époque, il se joint régulièrement à ce groupe au Salon des indépendants, un des événements annuels de la saison artistique parisienne, au salon Comparaisons, et à de nombreuses autres expositions organisées en France et à l'étranger. Ce lien artistique et amical se poursuivra avec Pierre Gilou, peintre dans la lignée de son père Henri Cadiou. 
En 1964, une deuxième exposition a lieu à la galerie Montmorency. Le peintre remporte à nouveau un succès auprès du public et des critiques comme Maximilien Gauthier, Robert Rey, Raymond Charmet, Jean Chabanon et Raymond Cogniat. L'intégralité de ses tableaux exposés à la galerie Montmorency font l'objet d'une vente exceptionnelle par l'entremise de Katia Granoff. L'acheteur de cette quarantaine d'œuvres — tableaux à l'huile et gouaches — est l'acteur et collectionneur Vincent Price, alors en tournée en Europe pour rencontrer des peintres contemporains et les faire connaître aux États-Unis. 
Hubert Gaillard ne s'attendait pas à un tel succès et préfère fuir cette consécration. Il rentre donc à Lyon et se remet à peindre sans relâche. Une nouvelle période commence, il va se rapprocher de plus en plus du réalisme jusqu'au trompe-l'œil qu'il pratique parfois, tout en ayant conscience des limites de cette forme artistique. S'il conserve la pratique des glacis pour l'ambiance et l'unité de ses tableaux, il tempère leurs valeurs et ils ne sont plus visibles au premier regard. Dans la composition, les objets créent un monde insolite. Le rapport qu'ils ont entre eux permet de mieux les identifier. Les zones de repos de la toile deviennent de plus en plus importantes.
Son nouveau travail est exposé en 1969 par Katia Granoff, dont la galerie place Beauvau à Paris a une renommée internationale. Cette exposition recueille un grand succès critique.
Les années 1970 sont une période faste, où la stabilité financière permet au couple de voyager à travers l'Europe, à la découverte de l'Italie, des musées de Vienne et Munich, Amsterdam et la Hollande, Tolède ou Madrid. L'artiste va pouvoir, non seulement s'imprégner des œuvres des siècles passés, mais également découvrir la façon de vivre de diverses populations. 
Le Morvan, ou le village de Villeneuvette dans le midi, réunissent pour des vacances d'été des amis peintres, et particulièrement Henri Cadiou et sa famille. La chaude amitié qui les lient favorise les discussions sans fin sur l'art, la peinture et donne libre cours à l'inspiration.
Hubert Gaillard est en pleine possession de son art et son œuvre s'épanouit dans la réalisation de ses tableaux Florence vue de Fiesole, La Princesse de Lamballe, La Cage ou L'Autoportrait dans l'atelier.

### Le Groupe lyonnais de la réalité
Dès le début des années 1970, Hubert Gaillard a ouvert son atelier à des élèves désirant se former aux techniques de la peinture de la réalité. Ainsi naît le groupe lyonnais de la réalité et du trompe-l'œil. L'amitié fidèle de ses membres l'aidera à surmonter le bouleversement dans son existence créé par la disparition de son épouse en 1990. Ils participeront ensemble à quelques expositions, telles que Le triomphe du Trompe-l'œil au Grand Palais à Paris en 1993, et 7 french painters of reality en 1998 à Seattle (États-Unis). Cette dernière exposition rassemblera également ses élèves Jocelyne Antoine, Christine Heppe, Marie-Hélène Mestrallet, Melly Monne, Solange de Montessus, et Dan Poncet.
Hubert Gaillard meurt à Lyon le 26 septembre 2003. 

## Écrits sur la peinture
Hubert Gaillard est plongé très jeune dans les livres et la littérature. Il aime écrire, peut-être autant que peindre, et ses correspondances fournies avec son ami Henri Cadiou ou René d'Uckermann en seront la preuve. Dans cette période de vie intense, il entreprend la rédaction d'un livre intitulé Le tableau cet inconnu, resté inachevé. 

### Sur la technique
Hubert Gaillard considère que « toute la technique de la peinture à l'huile fut amenée à sa perfection dès son origine avec les frères Van Eyck et, qu'à moins de découvrir une matière aussi souple que l'huile, elle demeure la seule permettant que la touche disparaisse en partie au profit de l'unité de la surface ». 
Il enseignera ainsi à ses élèves que « la création du tableau exige la fusion du dessin, de la forme, de la composition et de la couleur, lui-même ne passant au stade de la peinture à l'huile qu'après avoir dessiné à la mine ou à l'encre de chine, puis réalisé plusieurs gouaches intermédiaires de ses tableaux finaux : cerné par les études, esquisses et dessins, face à la toile, je commence à peindre le plus simplement possible les grands aplats. La peinture prendra son éclat autant par transparence que par juxtaposition. Le peintre ne peut en effet se priver ni d'un moyen, ni de l'autre, mais seulement combiner à l'infini ces deux possibilités sans oublier que les plus beaux tons sont obtenus à partir des mélanges les plus simples. 
Périodiquement, l'unité du tableau est retrouvée avec l'utilisation du glacis. Son emploi est difficile, le nombre de couleurs permettant les transparences est assez réduit. De cette manière, le peintre peut échapper à la séduisante réussite de l'esquisse et le tableau trouve son unité. Aucun détail n'est gênant, les tons les plus profonds peuvent s'accorder. L'artiste, bien avant de s'appeler ainsi, doit être un parfait artisan. »

### Sur la peinture de la réalité
Ce mouvement, qui bénéficie d'une grande audience aux États-Unis, se distingue du mouvement photo-réaliste américain dans ses intentions comme dans sa technique, même si le profane peut se laisser abuser par une similitude dans la facture réaliste. Hubert Gaillard explique sa démarche ainsi : « le « réalisme » n'est pas une tendance épisodique, mais une option fondamentale […] Loin de la « peinture d'esquisse » cela devient alors un combat solitaire avec la matière, parfois rebelle, afin de retrouver des techniques oubliées, tout en refusant les facilités de l'académisme aussi bien que tous les autres modes d'anachronisme […] Cette approche patiente, lente et méthodique de l'œuvre à accomplir […] cherche un dépaysement de l'objet le plus ordinaire, aussi bien que le plus élaboré. »
Cette quête humble et exigeante d'une perfection dans la représentation du dessin originel, la « chose mentale », fait dire en conclusion à Hubert gaillard qu'« on peut penser qu'au-delà des frontières et des langues il existe un langage commun, intemporel, c'est celui de l'Art, grande Voix du Silence commun à toute l'humanité. »

## Collections publiques
Aux tats-Unis
- Seattle, Frye Art Museum (en) : L'Ampoule cassée, huile sur toile, 61 × 38 cm

## Expositions et Salons
- 1949 : galerie des Beaux Arts, Paris
- 1956-1960 : galerie Folklore, Lyon
- 1962-1964 : galerie Montmorency, Paris
- 1964 : galerie Marcel Michaud, Lyon
- 1965 : galerie Le Griffon, Lyon
- 1969 : galerie Katia Granoff, Paris
- 1972, 1974, 1976, 1980 : galerie Malaval, Lyon
- 1982 : Paris, Salon Comparaison, La Femme et le Cheval, huile sur toile, 38 × 55 cm
- 2002 : galerie Terre des Arts, Paris